# Faraday (Einheit)
Das Faraday, im Englischen auch faraday, benannt nach dem britischen Physikochemiker Michael Faraday, ist eine historische Einheit der Ladungsmenge. Sie ist definiert als die Ladungsmenge, die ein Grammäquivalent eines Ions aus einer Elektrolytlösung abscheidet:
1 Faraday = NA · e · 1 mol = 96 485,339 9 Coulomb
Sie wurde vor allem in der Elektrochemie eingesetzt. 1933 heißt es etwa im National Bureau of Standards Journal of Research: „the difference in free energy […] is 0.5 volt faraday per equivalent.“ und „F (Faraday constant) = 23,067 g-cal.15 (international volt-equivalent)−1“.